# Sigvard Sivertsen
Sigvard Jakob Sivertsen (Bergen, 27 febbraio 1881 – Bergen, 27 dicembre 1963) è stato un ginnasta norvegese.

## Palmarès

### Olimpiadi
- Oro a Stoccolma 1912 nel concorso libero a squadre.
- Argento a Londra 1908 nel concorso a squadre.